# Józef Aleksander Gembicki
Józef Aleksander Gembicki herbu Nałęcz (żył w XVIII wieku) – porucznik wojsk Wielkiego Księstwa Litewskiego. Hrabia na Łabiszynie.

## Rodzina
Syn Konstantego i Marianny Grzybowskiej, kasztelanki inowrocławskiej. Był wnukiem Pawła Gembickiego, kasztelana łęczyckiego, santockiego i międzyrzeckiego. Drugi dziadek Józefa Aleksandra, Franciszek Grzybowski (zm. 1713), był kasztelanem inowrocławskim. 
Ożenił się z Barbarą Traczewską. Z małżeństwa urodziło się dziesięcioro dzieci: Tadeusz, Stanisław, Jan, Władysław, Piotr, Ignacy, Marianna, Helena, Teresa i Dominika.

## Kariera wojskowa
Od 1723 był chorążym wojsk koronnych, następnie porucznikiem wojsk Wielkiego Księstwa Litewskiego (1736).

## Majątki ziemskie
Dobra majątkowe odziedziczone po matce, w tym część Żabieńca i Chojnowa sprzedał Kolińskiemu. Rodzinny Łabiszyn został wykupiony przez generała Franciszka Skórzewskiego.